# Yimuchang (bondby i Kina, Xinjiang Uygur Zizhiqu, lat 36,26, long 81,07)
Yimuchang (kinesiska: 一牧场) är en bondby i Kina. Den ligger i den autonoma regionen Xinjiang, i den nordvästra delen av landet, omkring 1 000 kilometer sydväst om regionhuvudstaden Ürümqi. Antalet invånare är 1 849. Befolkningen består av 916 kvinnor och 933 män. Barn under 15 år utgör 19,0 %, vuxna 15-64 år 75 %, och äldre över 65 år 4,0 %.
Runt Yimuchang är det mycket glesbefolkat, med 4 invånare per kvadratkilometer. Närmaste större samhälle är Nur, 7,1 km norr om Yimuchang. Trakten runt Yimuchang är ofruktbar med lite eller ingen växtlighet.
Genomsnittlig årsnederbörd är 158 millimeter. Den regnigaste månaden är juni, med i genomsnitt 33 mm nederbörd, och den torraste är november, med 4 mm nederbörd.